# Turisas
Turisas ist eine finnische Metal-Band, die 1997 von Mathias Nygård und Jussi Wickström gegründet wurde. Sie ist nach einem altertümlichen finnischen Kriegsgott benannt, der unter verschiedenen Namen bekannt ist, darunter Tursas.

## Stil

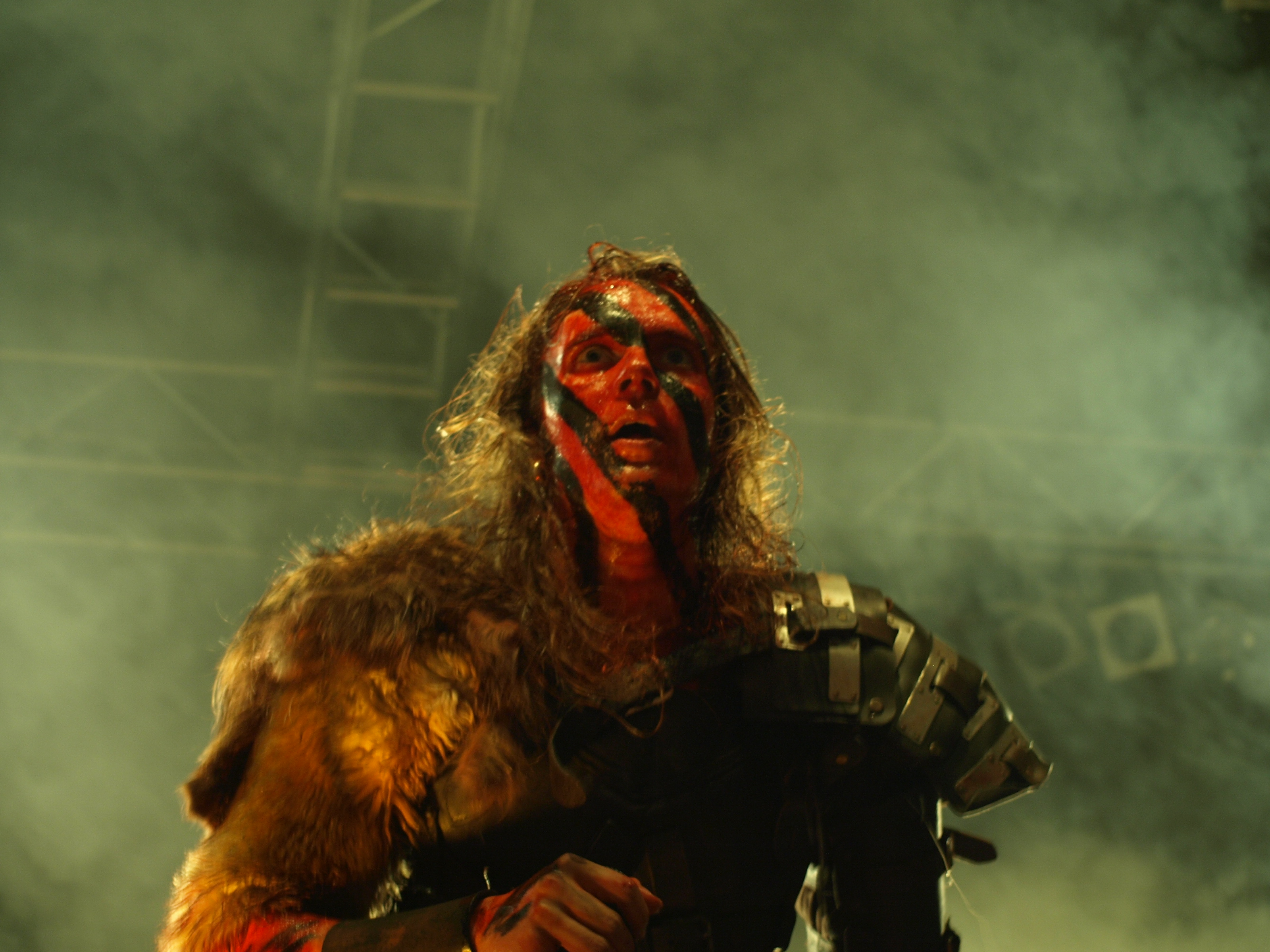
Sänger Mathias Nygård

Eine genaue Einordnung des Stils ist schwierig, da die Band viele Spielarten des Metal vermischt. Allgemein kann man jedoch sagen, dass Turisas hauptsächlich epischen Viking Metal, vermischt mit finnischem Folk (und auch Humppa), spielen. Die Band selbst bezeichnet ihre Musik als „Battle Metal“.
Bei ihren Auftritten verwenden die Bandmitglieder eine schwarz-rote „Kriegsbemalung“, die ein Markenzeichen der Band darstellt. Laut Nygård wird dazu schwarze Acrylfarbe und Filmblut verwendet.

## Geschichte

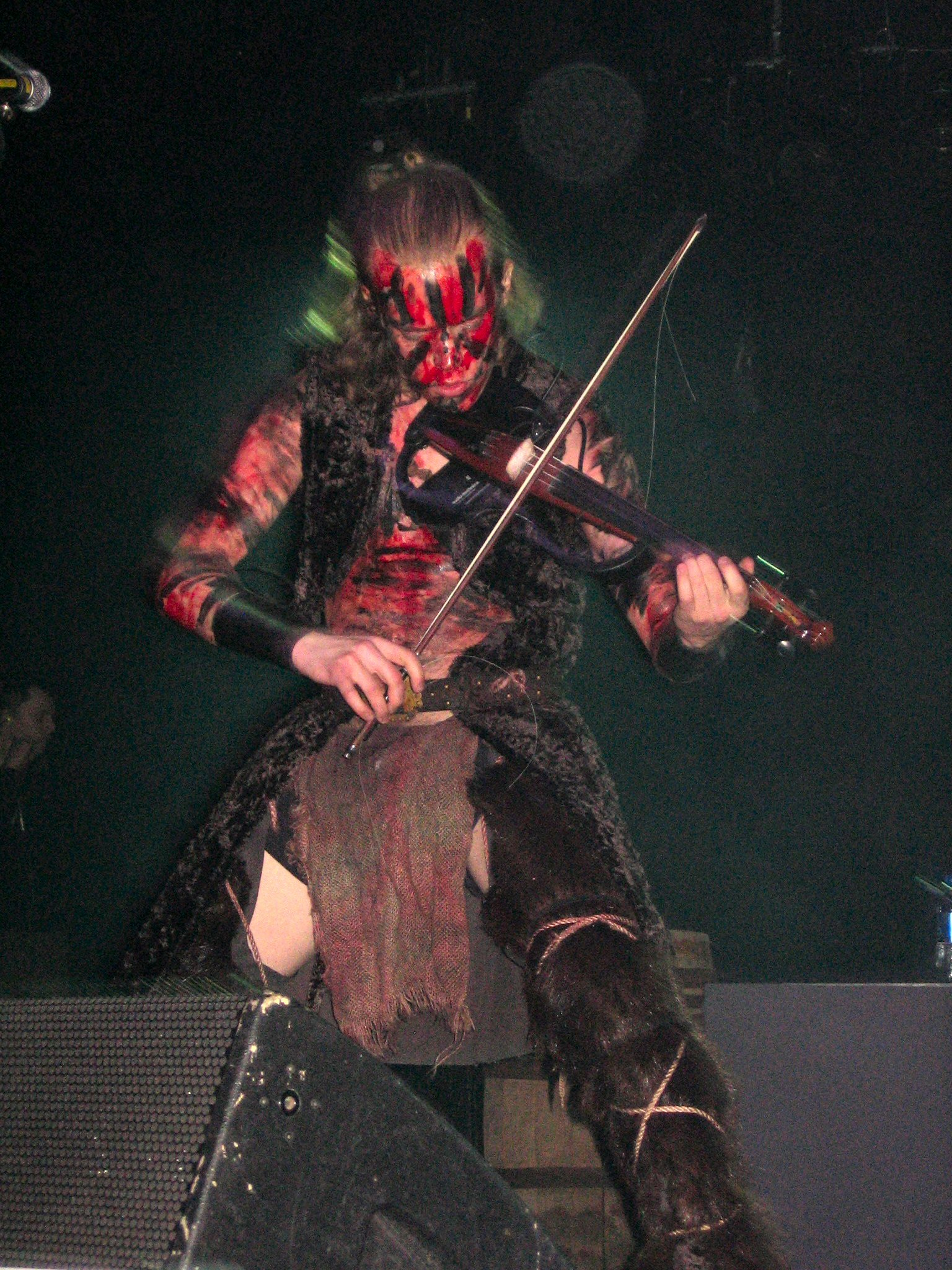
Olli Vänskä

Seit 2003 stehen Turisas weltweit bei Century Media unter Vertrag, wo sie im Jahr 2004 ihr Debütalbum Battle Metal veröffentlichten. Anschließend ging die Band u. a. mit den Apokalyptischen Reitern auf Europatournee. Dabei wurden sie von verschiedenen Gastmusikern an den Instrumenten Violine und Akkordeon unterstützt.
Gitarrist Georg Laakso erlitt im November 2005 bei einem Autounfall schwere Verletzungen. Aufgrund vieler Pannen der Polizei und der Behörden konnte er erst sehr spät in die Intensivstation eingeliefert werden. Sein Zustand war längere Zeit sehr kritisch. Am 14. Dezember 2005 ließ die Band jedoch verlauten, dass sich Laakso wieder auf dem Wege der Besserung befindet. Am 12. Juli 2006 gab Laakso allerdings seinen Ausstieg bekannt. Aufgrund einer Rückenmarksverletzung, die er bei dem Unfall erlitt, muss er wohl sein Leben lang im Rollstuhl sitzen. Wie auf der offiziellen Homepage bekanntgegeben wurde, verzichtet die Band darauf, einen neuen Gitarristen zu suchen. Stattdessen soll Jussi Wickström bei Auftritten als einzelner Gitarrist in Erscheinung treten und ein Gastmusiker als Bassist auftreten.
Im Juni 2007 erschien das Album The Varangian Way, das im März 2007 im Sound Supreme Studio aufgenommen wurde. Es handelt sich dabei um ein Konzeptalbum, das eine Reise der Waräger über osteuropäische Flüsse nach Konstantinopel und ihre Erlebnisse beschreibt. Bereits im Voraus erschien am 16. Mai 2007 die aus dem Album ausgekoppelte Single To Holmgard and Beyond, die auf Platz 13 der finnischen Single-Charts einstieg. Außerdem war Turisas im Jahr 2007, nach einer UK-Headliner-Tour (mit dem Support Abgott) zusammen mit Annihilator als Support bei der Europa-Tournee von Iced Earth vertreten.
Im spanischen Rock Hard sowie im belgischen Mindview wurde The Varangian Way zum Album des Monats gewählt, in den finnischen Charts erreichte es Platz 17. Neben diesem Album nahm die Band im Sommer des Jahres den Boney-M.-Song Rasputin für eine Cover-Single auf. Im Frühjahr 2008 spielte die Band eine Europatournee, am Akkordeon half die 17-jährige Netta Skog aus. Für den April 2008 war eine Teilnahme am Paganfest mit Moonsorrow und anderen geplant. Turisas nahm jedoch nur an den US-Auftritten teil. Im November 2008 spielten sie zusammen mit Korpiklaani und Kampfar als Headliner auf dem Ultima Ratio-Festival.

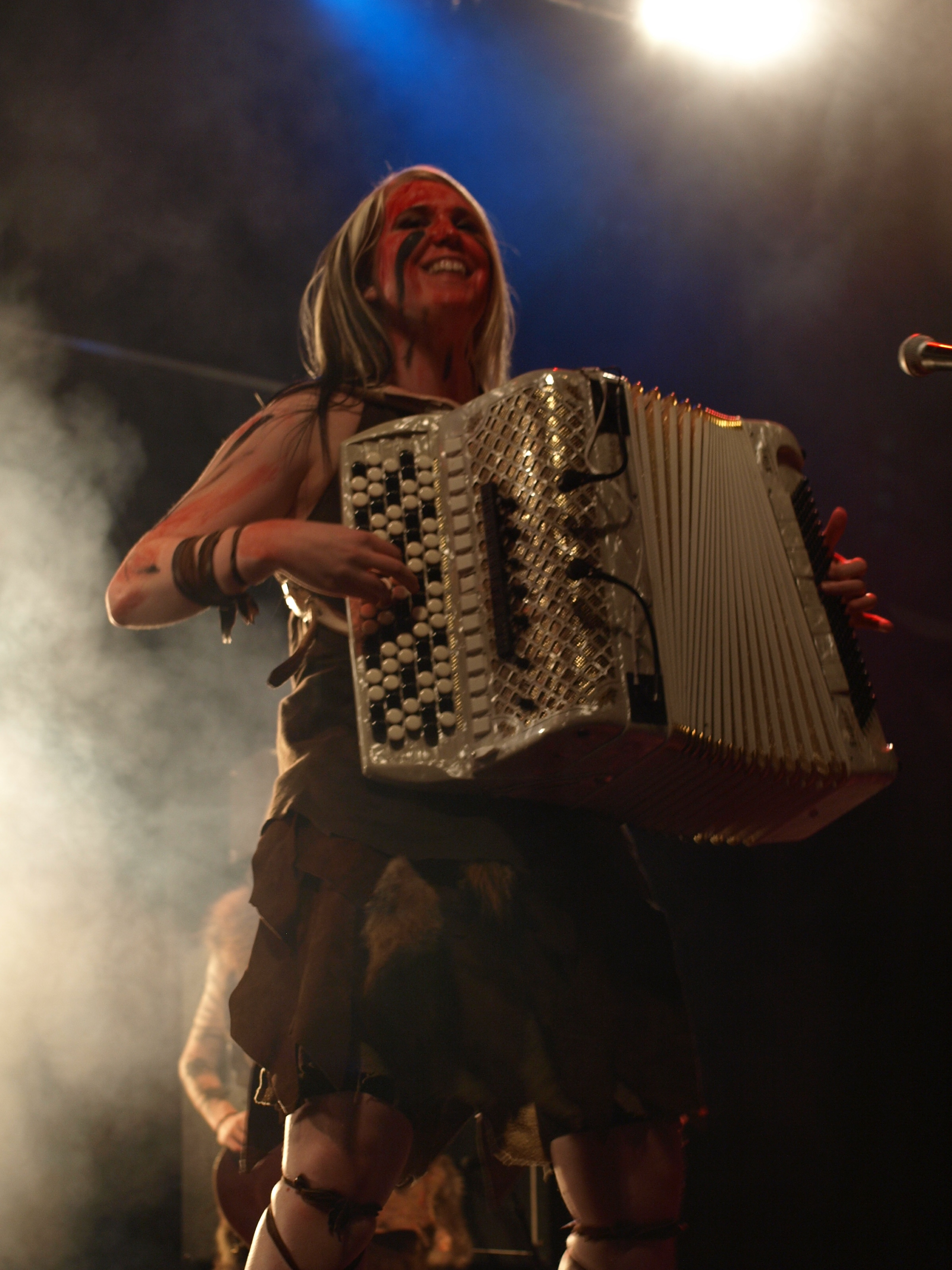
Netta Skog

Im Oktober 2007 übernahm Netta Skog, die schon im Studio das Akkordeon für Turisas miteinspielte, für einige Auftritte den Platz am Akkordeon, da Turisas' Akkordeonspieler Lisko Mäkinen unerwartet den Kontakt mit der Band abgebrochen hatte. Anfang 2008 wurde er wegen mangelnder Kommunikationsbereitschaft schließlich entlassen. Einige Monate später wurde Netta Skog für die Live-Auftritte engagiert. Inzwischen wurde sie als festes Mitglied in die Band aufgenommen; Nygård sagte auf der DVD A Finnish Summer with Turisas dazu: „Zur Zeit stellt [diese Besetzung mit Netta Skog] für uns also die Band dar.“

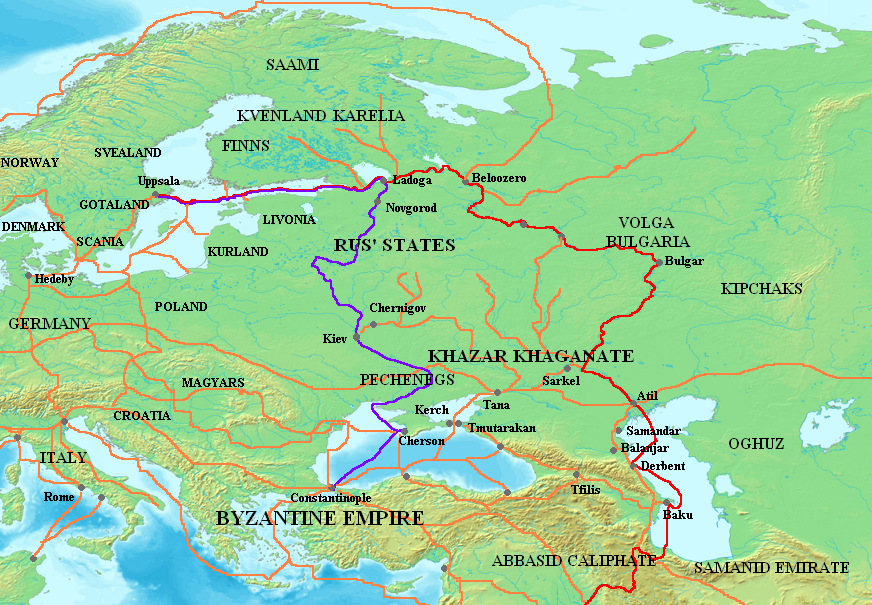
Die historische Handelsroute von den Warägern zu den Griechen inspirierte das Konzeptalbum The Varangian Way von Turisas

Anfang März 2010 gab die Band bekannt, an den Aufnahmen zu ihrem dritten Album mit dem Namen Stand Up And Fight zu arbeiten. Der Veröffentlichungstermin in Deutschland war der 25. Februar 2011.
Anfang September 2011 gab die Band bekannt, dass Netta Skog und Hannes Horma die Band verlassen und sie durch Jukka-Pekka Miettinen (Bass) sowie Robert Engstrand (Keyboard) ersetzt werden.
Bei den Finnish Metal Awards 2011, die am 18. Februar 2012 in Helsinki stattfanden, wurde Turisas mit vier Auszeichnungen geehrt. Die Band gewann in den Kategorien Beste Band, Bestes Album (Stand Up and Fight), Bester Sänger (Mathias „Warlord“ Nygård) und Bestes Album-Artwork. In der offenen Abstimmung, an der über 20.000 Fans teilnahmen, konnte sich Turisas gegen starke Konkurrenz durchsetzen. Auch in der Kategorie „Musiker des Jahres“ war die Band erfolgreich vertreten, da Geiger Olli Vänskä den zweiten Platz belegte.
Im November 2012 wurde auf der Website der Band bekanntgegeben, dass Schlagzeuger Tuomas Lehtonen und Tour-Bassist Jukka-Pekka Miettinen die Band verlassen haben. Als neuer Schlagzeuger wurde Jaakko Jakku vorgestellt.
Das vierte Album Turisas2013 wurde im August 2013 in Finnland und Europa sowie im September 2013 in Nordamerika veröffentlicht. Mit der Abkehr vom albumübergreifenden Storytelling früherer Werke und einer musikalisch experimentelleren Herangehensweise markiert es einen stilistischen Wandel der Band.
Seit den letzten Konzerten im Jahr 2019 wurde es still um Turisas, es wurden keine Konzerte mehr gespielt und im Sommer 2022 wurden sämtliche Social-Media-Auftritte der Band, bis auf die offizielle Webseite, ohne ein weiteres Statement gelöscht, wodurch vermehrt Spekulationen über ein Ende der Band entstanden.

## Bandmitglieder

Turisas live auf dem Metal Frenzy 2018 in Gardelegen
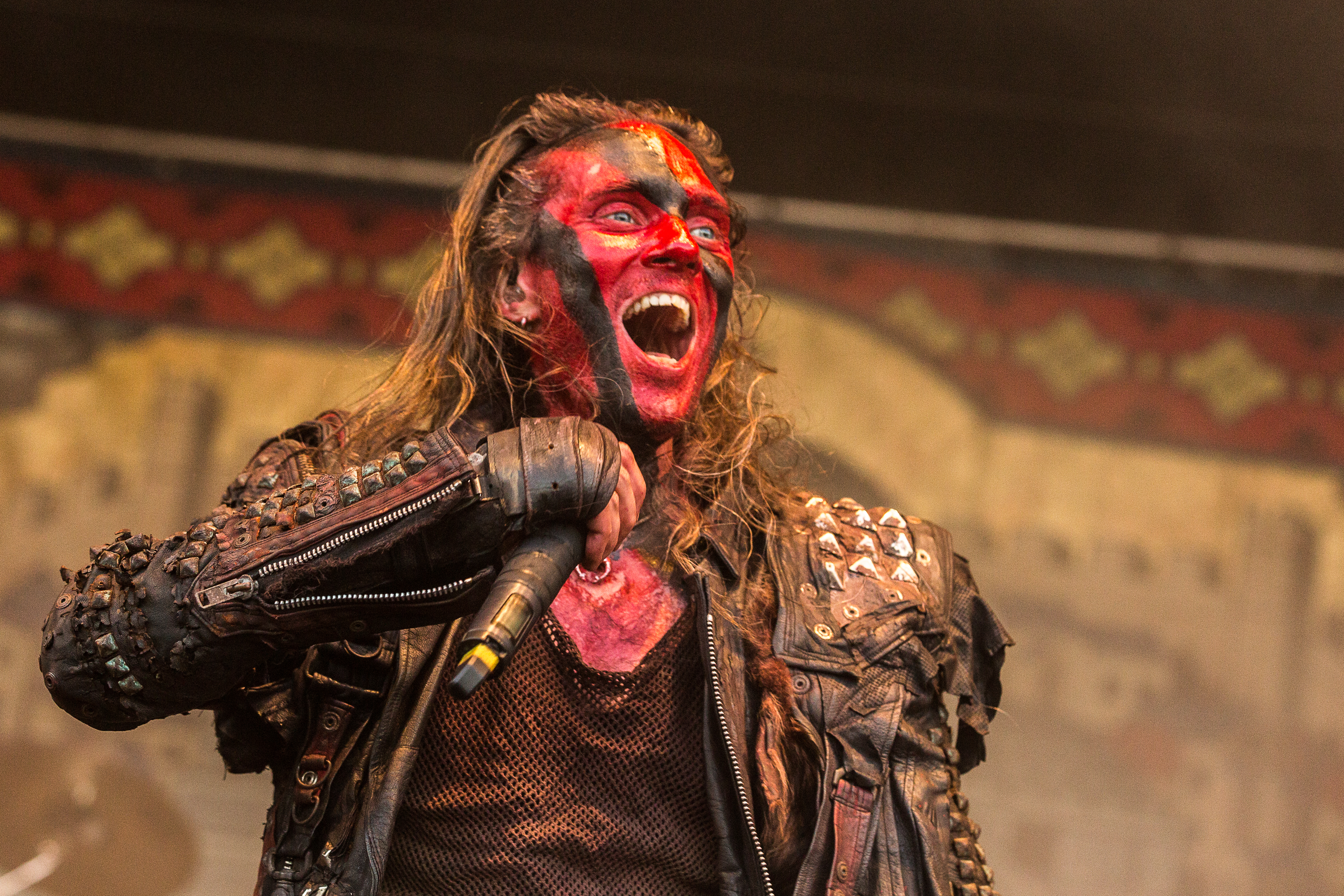
Sänger Mathias Nygård
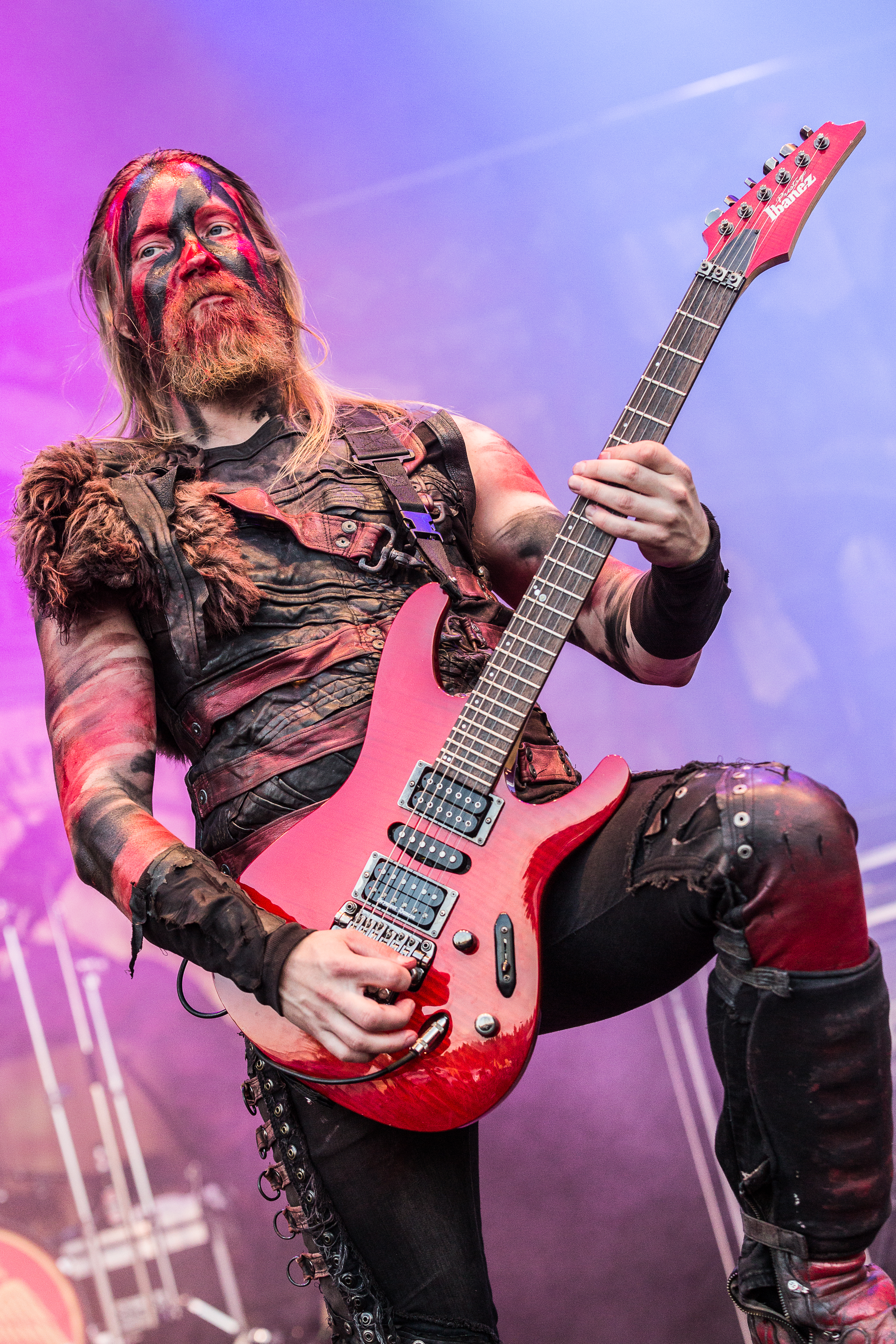
Gitarrist Jussi Wickström
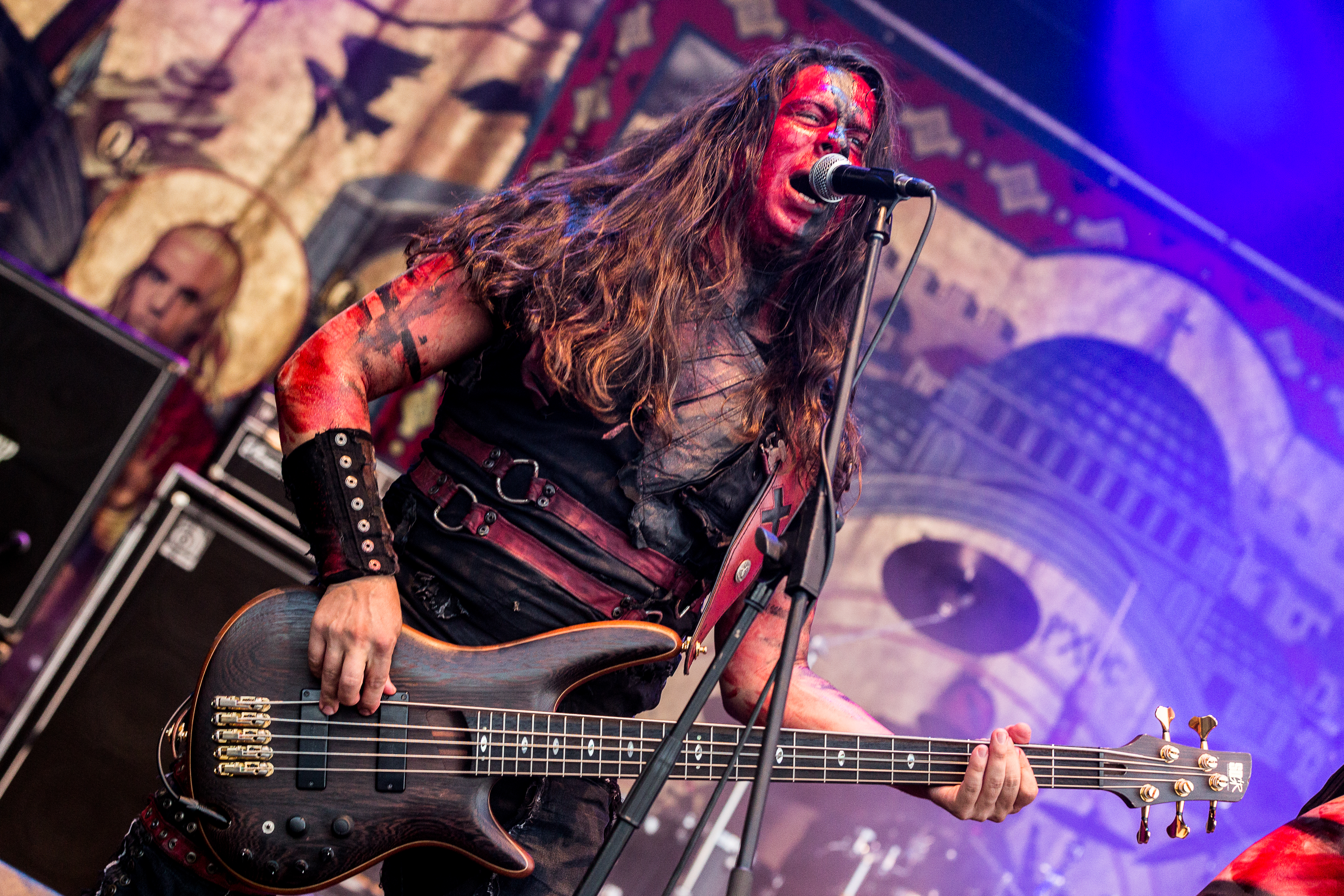
Bassist Jesper Anastasiadis
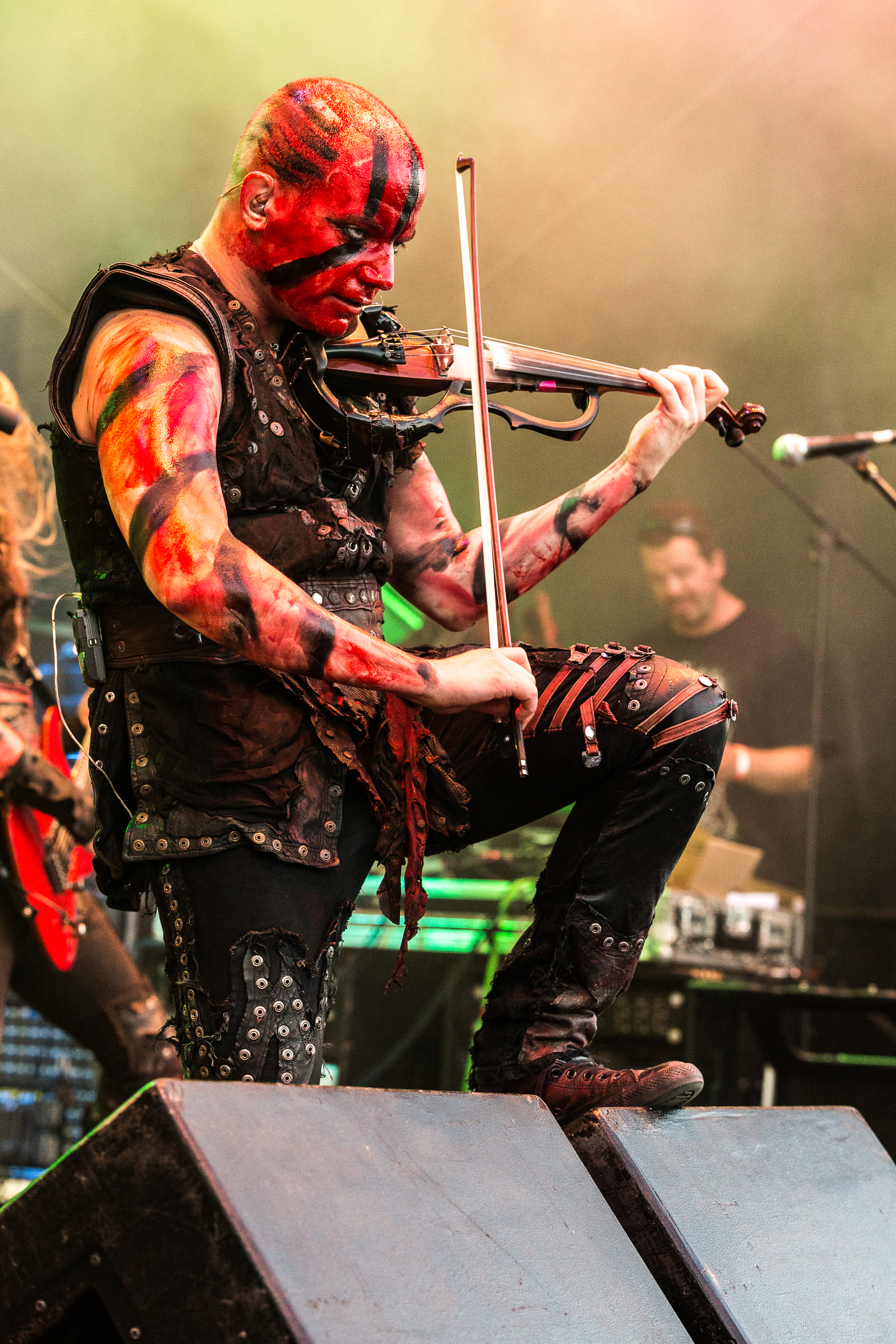
Geiger Olli Vänskä
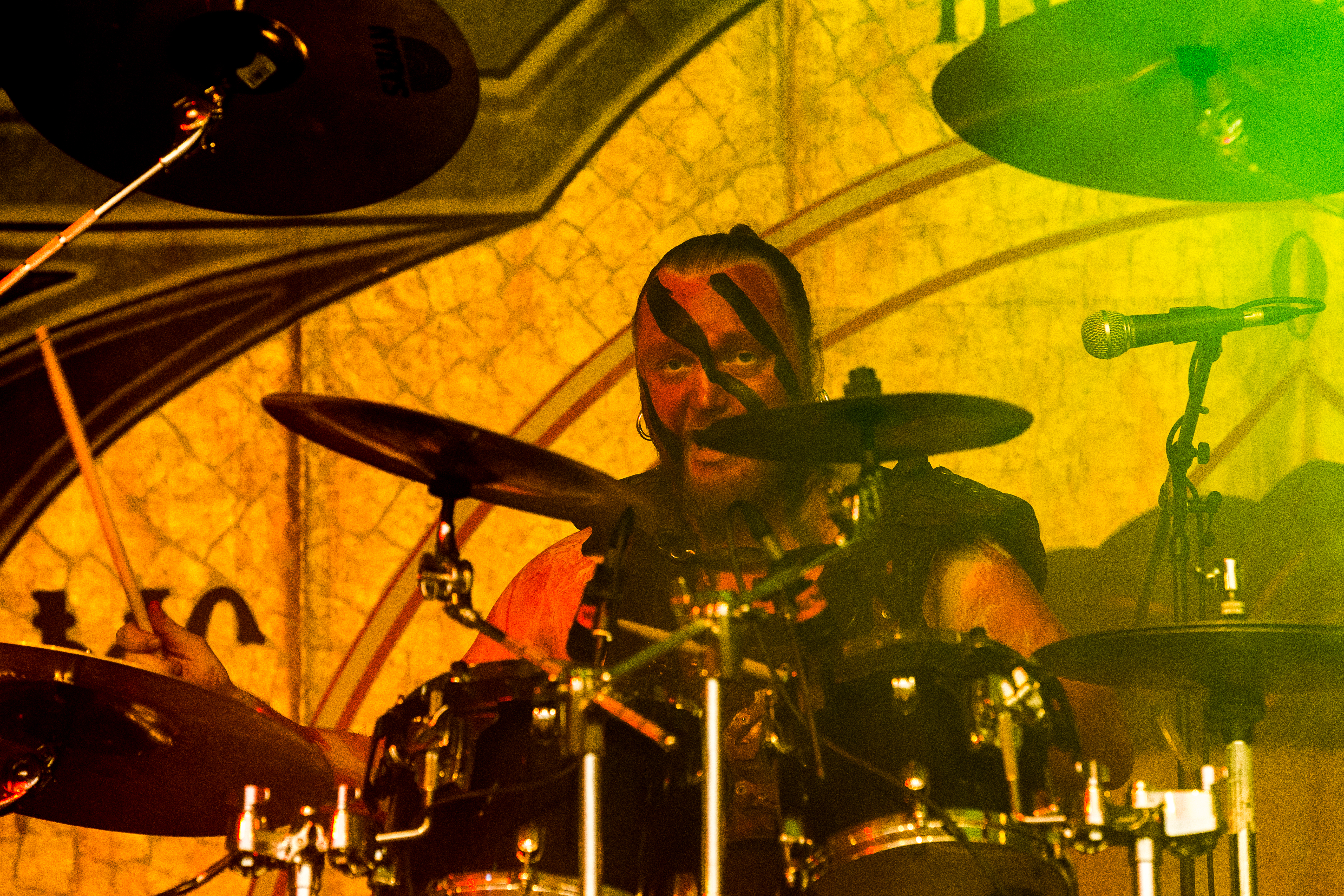
Schlagzeuger Jaakko Jakku

## Diskografie

### Alben
- 2004: Battle Metal (Century Media)
- 2007: The Varangian Way (Century Media)
- 2011: Stand Up and Fight (Century Media)
- 2013: Turisas2013 (Century Media)

### Singles
- 2007: To Holmgard and Beyond (Century Media)
- 2007: Rasputin (Century Media)
- 2010: Supernaut (Century Media, Download-Single)

### Demos
- 1998: Taiston Tie
- 2000: The Heart of Turisas

### Videoalben
- 2008: A Finnish Summer with Turisas (70-minütige Dokumentation, Live-Mitschnitte der Auftritte auf fünf finnischen Festivals, Musikvideo Rasputin, Blooper Reel)

### Musikvideos
- 2007: Rasputin
- 2008: Battle Metal
- 2011: Stand Up And Fight
- 2013: Ten More Miles